# Valkyrie plass station
Valkyrie plass station är en nedlagd station och utrymningsväg på Oslos tunnelbana.
Stationen skulle ha legat mitt emellan Nationaltheatrets station och Majorstuen station men flyttades på grund av att ett ras under anläggningsarbetet år 1912 skapade ett tolv meter djupt hål i marken då 800 m³ lerjord rasade ned i tunnelen under Valkyrie plass. Nedgången till stationen anlades i hålet.

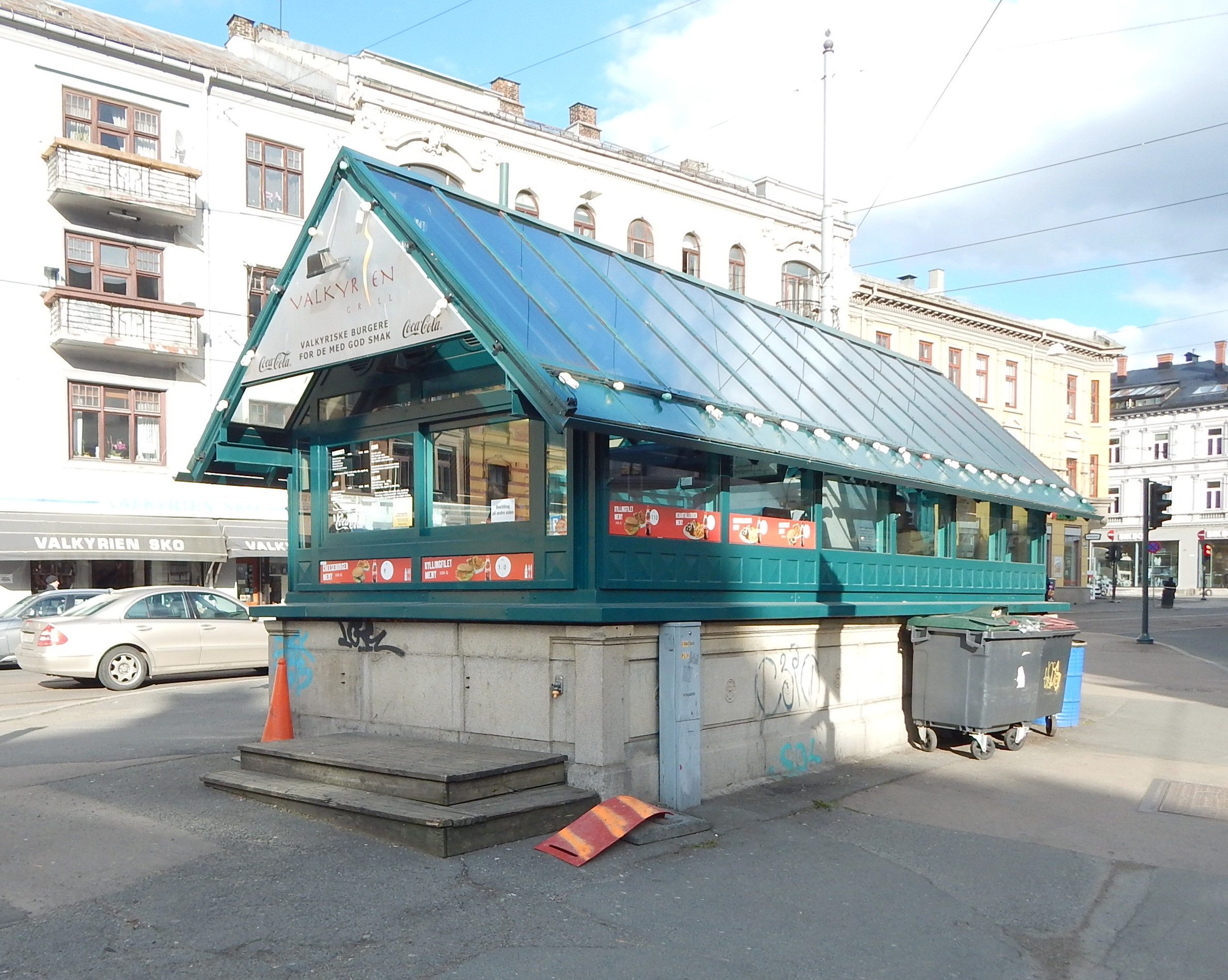
Nedgången till Valkyrie plass station täckt av ett gatukök.

Valkyrie plass station lades ned år 1985 i samband med att tunnelbanan byggdes om för längre tåg. Kostnaden för att förlänga perrongerna bedömdes för hög med tanke på det korta avståndet till nästa station.
Stationen julpyntas i december varje år. Den är i stort sett orörd och kan skymtas när tåget far förbi. Nedgången till stationen är dold av ett gatukök.